# برنارد تشارلز بيلي
برنارد تشارلز بيلي (بالإنجليزية: Bernard Charles Beale) هو طبيب نيوزيلندي، ولد في 10 سبتمبر 1830، وتوفي في 16 يناير 1910.